# Фесенко Дмитро Сергійович
Дмитро Сергійович Фесенко (псевдоніми: DF Pavlov, Dmitry Fesenko Pavlov; нар. 1990, Ужгород) — український митець аудіовізуального жанру, актор голосу, композитор, перформер, кліпмейкер, продюсер.

## Біографія
Народився 1990 року в місті Ужгород Закарпатської області.
З раннього віку захоплювався музикою, експериментував із різними жанрами та форматами. Його творчість охоплює такі стилі, як електронна та експериментальна музика, фолк-модерн, індастріал, дарк-ембієнт, інді, синті-поп, артрок.
Дмитро Фесенко — один із перших, хто розпочав організовувати масові тематичні перформанси в місті Ужгород.

## Творчість
Творчість Дмитра Фесенка характеризується нестандартними аудіовізуальними проєктами та численними колабораціями із музикантами різних країн.
На його роботи вплинули такі гурти та виконавці, як Pink Floyd, Пітер Ґебріел, King Crimson, Nine Inch Nails, Гері Ньюман, Aphex Twin, Biosphere, Coil, Einstürzende Neubauten, Tool.

### Музичні проєкти та колаборації

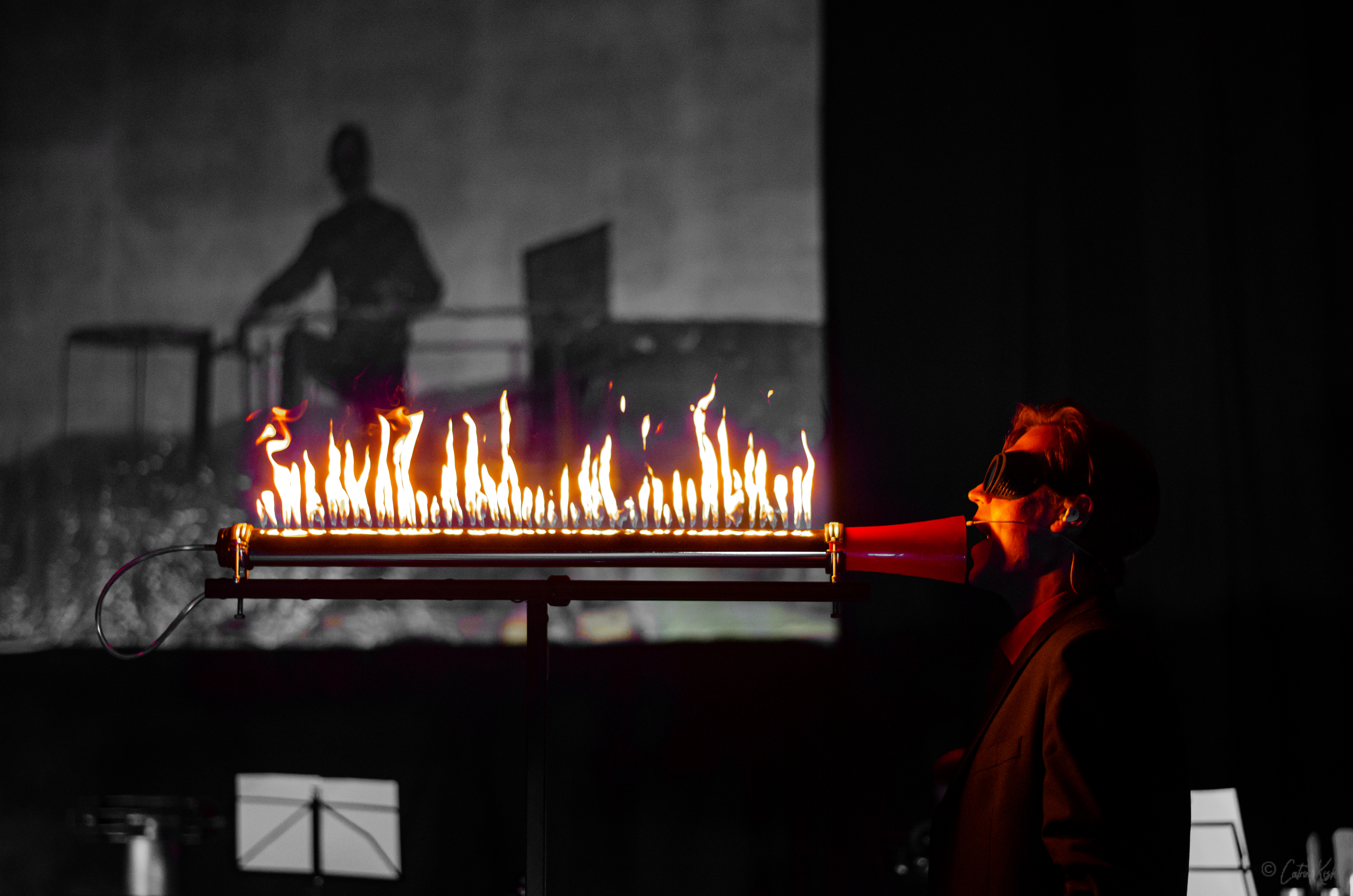
Презентація до 15-ти річчя творчої діяльності. Ужгород. 2022 р

Отримав відзнаку на міжнародних конкурсах зокрема першу премію фестивалю New York Victory International Music Competition. Переможець фестивалю Червона Рута 2009 р. у складі гурту «Тріпанка» в номінації «Рок музика».
Дмитро Фесенко є засновником та учасником багатьох творчих проєктів, зокрема
2004—2006 — вокаліст ню-метал гурту «Litvar».
2007—2008 — вокаліст мат-метал гурту «Asfix».
2008 — перкусіоніст та бек-вокаліст гурту «Тріпанка». Переможці фестивалю Червона Рута 2009 р. в номінації «Рок музика».
2010 — сесійний ударник в гурті Триставісім.
2011 — створював музику для Ужгородського ботанічного саду в проекті «Botanic Garden»
2012 — вокаліст «Elexir».
2017 — бек-вокаліст Rock-H, режисер кліпу Катерино. Фільм про ці події.
2011 — композитор літературно-музичного проєкту «Project 02.00» створеного разом з поетом, військовим фотографом Валентином Кузаном.
2013 — сесійний музикант, мультиінструменталіст «Elegantno Zapisovani».
2016 — «The Orange Room» — піаніст, перкусіоніст.
2016 — композитор «The Wings Of Maria Theresia» — композиція (гімн), створена для нащадків династії Габсбургів-Лотаринзьких.
2016 — композитор та засновник Ecological Project, який був представлений на Форумі Ініціатив.
2016 — композитор, засновник та мультиінструменталіст «International Project», в якому взяли участь музиканти з різних куточків світу.
2018 — засновник проєкту вокальних інтерпретацій «The Voice Actor».
2018 — співзасновник та композитор тріп-хоп колективу «A Grey Tape».
2020 — аудіовізуальний проєкт «Два Стільці», створений разом з Мирославою Копинець. Участь у записі та продюсуванні альбому, присвяченого традиційній закарпатській музиці.
2022 — «Electric Factory» колаборація Progressive Station & Vaowave.
2022 — засновник, мультиінструменталіст Progressive Station експериментальний гурт, що поєднує різні жанри музики.
2024 — вокал, експериментальна перкусія «Орел (Веснянка)», сингл у співпраці з Ділею та Інною Ковтун (вокалістка гурту Астарта).
2024 — вокал, укулеле «Пісня 27». Колаборація разом з Ділею.
2024 — семплер, шоумен «Sugar Honey Iced Tea».
2025 — вокаліст «Sacred Unity» колаборація з Andrestuck.
2025 — експериментальна перкусія, вокал «Reanimate Me» створена разом з Джоном Калаганом (John Callaghan).

### Випущені альбоми та сингли
- 2010 — «My Expessions» (сингл).
- 2012 — «Hypnotist Audience» міні-альбом з 4 композицій.
- 2014 — «The Invisible Planet» мініальбом, 5 композицій.
- 2015 — «The Beatbox Project» сингл.
- 2016 — «In Spring» — міні-альбом з 4 композицій.
- 2019 — «Professor Digitalus» — альбом з 8 композицій.
- 2020 — «Біля Хатини» — мініальбом, 5 композицій.
- 2021 — «The Last Machine of Future» (cингл).
- 2022 — «Моя Україно!» (сингл).
- 2022 — «Bodyflower» (сингл).

### Відео та кліпи
Працює в сфері кліпмейкінгу та відеоарту. Деякі з відеоробіт:
- Відеокліп «Somewhere In Spring» 2016 р.
- Фільм-інтерв'ю «Secret Place Music Film Interview» 2016 р.
- Відеокліп «Забуті стежки» — з міні альбому «Біля Хатини» 2020 р.
- Відеокліп «Мій батько» — з міні альбому «Біля Хатини» 2020 р.
- The Mother's Dream | Short Music Film — короткометражний фільм 2021 р.
- Відеокліп «My Expessions» 2020 р.
- Кулінарний проєкт «Хижа» 2020 р.
- Соціальний відеопроєкт «The Last Machine of Future» профінансований фондом Андрія Півня[5][6][7][8] у 2021 р.
- Відеокліп «Через поле Широкоє» 2023 р. з міні — альбому Venera (Progressive Station)
- Відеокліп «Russian Doll» 2022 р. Отримав відзнаку на міжнародних конкурсах[1][2] зокрема першу премію фестивалю New York Victory International Music Competition.[9]
- «The Vanished» — 2023 р.
- «Electric Factory» — 2022 р. Progressive Station & Vaowave.

Відеороботи Фесенка здобували перемоги на міжнародних фестивалях, зокрема у Нью-Йорку.

### Перформанси та шоу
- 2009 — Pink Floyd Tribute Show, шоу-концерт, який був організований з командою музикантів Закарпаття.
- 2010 — Experimental Project, короткометражний перфоманс присвячений трагедії на ЧАЕС та батькові Фесенка, одному з ліквідаторів.
- 2011 — Secret World of Music, шоу-концерт присвячений композитору та новатору Пітеру Ґебріелу.
- 2012 — In the Flash, шоу-концерт гурту Pink Floyd Роджеру Вотерсу. У дійстві взяло участь близько 70 чоловік.
- 2012 — Hypnotyst Audience, в межах фестивалю ПораБуло фест. Концерт присвячений художнику-сюрреалісту Сальвадору Далі.
- 2014 — The Invisible Planet концерт, що поєднав науково-фантастичні постановки та сюрреалістичний театр[10][11][12][13][14][15][16][17][18][19][20].
- 2014 — Genetic Station гібрид аудіоівзуального шоу-концерту Invisible Planet, який був представлений на трирівневій сцені у вигляді космічного корабля.
- 2022 — The Man With Ocean of Chaos, презентація до 15-ти річчя творчості Дмитра, де було представлено багато футуристичних елементів таких, як Труба Рубенса та Генератор Тесла, а також власноруч зроблених звукових приладів. Під час шоу було продемонстровано нейрологічний феномен під назвою синестезія.
- 2023 — Sweet Dirty Faces, шоу створене в рамках благодійного фестивалю NONAMEDVIZH, серед дійства Фесенко представив екстримальний образ культового індастріал колектива Skinny Puppy.
- 2024 — We are the World, благодійний симфонічний рок-концерт відомих світових хітів.

## Премії та нагороди
- Відзнака фестивалю Червона Рута «за концептуальність творчого методу втілення етнічних традицій у рок-музиці», у складі гурту «Тріпанка» (2009)[21].
- InterContinental Music Awards Winner, «Найкращий продюсер» (2023)[2].
- New York Victory International Music Competition, перший приз у категорії «Музичне виробництво» (2023)[9].
- Global Music Awards, третє місце в категорії Креативність\Оригінальність (2023)[22].